# Francisco José Cox
Francisco José Cox Huneeus (Santiago, 18 de diciembre de 1933-12 de agosto de 2020) fue un  sacerdote chileno, que ejerció como obispo de Chillán entre 1975 y 1981 y arzobispo de La Serena entre 1990 y 1997. Fue el sacerdote chileno de mayor jerarquía que ha sido acusado de abusos sexuales (pedofilia), lo cual provocó su expulsión de la vida clerical por el papa Francisco en 2018.

## Familia
Francisco José Cox es hijo de Eduardo Cox Balmaceda y de Yolanda Hunneus Salas, hermana de Ester —conocida como escritora bajo el seudónimo de Marcela Paz—, quien se inspiró en Francisco José para crear el personaje de Papelucho. Además, uno de los hermanos de Eduardo Cox —Andrés— fue el padre de la presentadora de televisión Pilar Cox.

## Carrera religiosa
Realizó el noviciado en 1954. Después pasó a la Fraternidad de Padres de Schoenstatt. Cursó dos años de Economía en la Pontificia Universidad Católica de Chile. Estudió en la Universidad de Friburgo (Suiza) y en la Universidad Lateranense de Roma. Licenciado en Filosofía, en Teología y Derecho.
El 16 de julio de 1961 fue ordenado sacerdote en Friburgo por Manuel Larraín, obispo de Talca. Se desempeñó como asesor nacional del Movimiento de Schoenstatt en Chile y trabajó para la Congregación de Religiosos en Roma.
El 18 de diciembre de 1974, el papa Pablo VI lo designó obispo de Chillán, ciudad en donde crea la Radio El Sembrador. El 2 de marzo de 1975, fue consagrado por Raúl Silva Henríquez arzobispo de Santiago.
Ocupó diversos cargos en la Conferencia Episcopal de Chile. El papa Juan Pablo II lo designó, el 5 de agosto de 1981, como secretario del Pontificio Consejo para la Familia, en Roma, desvinculándolo de la diócesis de Chillán. Se alejó de la diócesis el 9 de noviembre de 1981. El 3 de marzo de 1985, el papa Juan Pablo II lo designó obispo coadjutor de la arquidiócesis de La Serena. El 30 de septiembre de 1990 sucedió a Bernardino Piñera. Entre 1986 y 1987, se desempeñó como secretario ejecutivo de la Comisión Nacional de la visita papal de 1987.

### Acusaciones de pedofilia, impunidad y expulsión del sacerdocio
En octubre de 2002, tras denuncias periodísticas sobre abusos sexuales a niños y a jóvenes que se habrían extendido por más de diez años, renunció a toda actividad pastoral. El 31 de octubre de 2002, el arzobispo de Santiago, Francisco Javier Errázuriz, anunció la salida del religioso por «conductas impropias» y su reclusión en un monasterio en Alemania. El 5 de noviembre de 2002, el Comité Permanente de la Conferencia Episcopal de Chile pidió perdón a todos las personas dañadas.
Tras una investigación realizada por la Congregación para la Doctrina de la Fe, el papa Francisco decretó su dimisión del estado clerical el 12 de octubre de 2018, encargando su cuidado a la Comunidad de Padres de Schoenstatt. Cox falleció el 12 de agosto de 2020.